# مارس هیل (آلاباما)
مارس هیل (به انگلیسی: Mars Hill) یک منطقهٔ مسکونی در ایالات متحده آمریکا است که در آلاباما واقع شده‌است. مارس هیل ۱۶۸٫۸۶ متر بالاتر از سطح دریا قرار دارد.